# Спайдър-Мен: Няма път към дома
„Спайдър-Мен: Няма път към дома“ (на английски: Spider-Man: No Way Home) е американски супергеройски филм от 2021 г. за едноименния персонаж на Марвел Комикс, копродуциран от Columbia Pictures и Marvel Studios и разпространен от Sony Pictures Releasing. Продължение е на „Спайдър-Мен: Завръщане у дома“ (2017) и „Спайдър-Мен: Далеч от дома“ (2019), и е 27-ият филм в киновселената на Марвел. Филмът е режисиран от Джон Уотс, по сценарий на Крис Маккена и Ерик Съмърс, във филма участват Том Холанд като Питър Паркър / Спайдър-Мен, заедно със Зендая, Бенедикт Къмбърбач, Джейкъб Баталон, Джон Фавро, Мариса Томей, Джей Би Смув, Бенедикт Уонг, Джейми Фокс, Алфред Молина, Уилем Дефо, Томас Хейдън Чърч и Рис Айфънс.
Във филма участват и Андрю Гарфийлд и Тоби Магуайър. Слуховете за участието на двамата актьори циркулират още от декември 2020, но се потвърджават както от изтекли снимки Архив на оригинала от 2021-12-16 в Wayback Machine. от премиерата в Лос Анджелис в социалната мрежа Twitter, така и от изтекъл запис на филма от киносалон в незаконния пиратски сайт ThePirateBay.
Премиерата на „Спайдър-Мен: Няма път към дома“ е на 13 декември 2021 г. в Лос Анджелис, а световната премиера е на 17 декември.

## Актьорски състав
| Актьор             | Роля                              |
| ------------------ | --------------------------------- |
| Том Холанд         | Питър Паркър / Спайдър-Мен        |
| Зендая             | Мишел „Ем Джей“ Джоунс            |
| Джейкъб Баталон    | Нед Лийдс                         |
| Бенедикт Къмбърбач | Стивън Стрейндж / Доктор Стрейндж |
| Мариса Томей       | Мей Паркър                        |
| Джон Фавро         | Харолд „Хепи“ Хоган               |
| Тоби Магуайър      | Питър Паркър / Спайдър-Мен        |
| Андрю Гарфийлд     | Питър Паркър / Спайдър-Мен        |
| Бенедикт Уонг      | Уонг                              |
| Алфред Молина      | Ото Октавиус / Д-р Октопус        |
| Уилем Дефо         | Норман Осборн / Зеления Гоблин    |
| Джейми Фокс        | Макс Дилън / Електро              |
| Томас Хейдън Чърч  | Флинт Марко / Пясъчния човек      |
| Рис Айфънс         | Кърт Конърс / Лизард              |
| Тони Револори      | Юджийн „Флаш“ Томпсън             |
| Ангури Райс        | Бети Брант                        |
| Мартин Стар        | Роджър Харингтън                  |
| Джей Би Смув       | Джулиъс Дел                       |
| Ариан Моайед       | П. Клиъри                         |
| Джей Кей Симънс    | Джей Джона Джеймисън              |
| Чарли Кокс         | Мат Мърдок / Деърдевил            |
| Том Харди          | Еди Брок / Венъм                  |

## В България
В България филмът излиза по кината на 17 декември 2021 г. от „Александра Филмс“.
На 7 декември 2024 г. е излъчен по Нова Телевизия с български дублаж. Екипът се състои от:
| Озвучаващи артисти  | Христина Ибришимова Ани Василева Стефан Сърчаджиев Силви Стоицов Здравко Методиев Христо Узунов |
| Преводач            | Саша Добрева                                                                                    |
| Тонрежисьор         | Цветомир Цветков                                                                                |
| Режисьор на дублажа | Димитър Кръстев                                                                                 |